# Světový pohár v biatlonu 2023/2024 – Anterselva
6. podnik Světového poháru v biatlonu v sezóně 2023/2024 se konal od 18. do 21. ledna 2024 v italské Anterselvě. Na programu podniku byly zkrácené vytrvalostní závody, závody s hromadným startem a smíšené štafety včetně smíšeného závodu dvojic.
V Anterselvě se naposledy se závodilo v lednu 2023.

## Program závodů
Oficiální program:
| Datum     | Disciplína                         | Začátek (SEČ) | Počet závodníků |
| --------- | ---------------------------------- | ------------- | --------------- |
| 18. ledna | Zkrácený vytrvalostní závod (muži) | 14:30         | 103             |
| 19. ledna | Zkrácený vytrvalostní závod (ženy) | 14:20         | 98              |
| 20. ledna | Smíšená štafeta dvojic             | 12:55         | 25 týmů         |
| 20. ledna | Smíšená štafeta                    | 14:45         | 24 týmů         |
| 21. ledna | Závod s hromadným startem (muži)   | 12:30         | 30              |
| 21. ledna | Závod s hromadným startem (ženy)   | 14:45         | 30              |

## Průběh závodů

### Český tým
V českém týmu měli podle informací manažera reprezentace Ondřeje Rybáře ze začátku ledna odjet už jen čtyři ženy a čtyři muži, kteří utvoří základ pro mistrovství světa. Po rozhodnutí, že Michal Krčmář nebude v Anterselvě kvůli zdravotním potížím, které jej trápily v Ruhpoldingu, závodit, povolali trenéři do reprezentace zpět Adama Václavíka a Mikuláše Karlíka.
Složení ženského týmu se oproti předcházejícím závodům v Ruhpoldingu nezměnilo.

## Průběh závodů

### Zkrácené vytrvalostní závody
Start závodu mužů byl posunut o deset minut, protože kvůli velké mlze bylo třeba přerušit nástřel před závodem. Také v průběhu závodů se dvakrát snesla na střelnici mlha a ovlivnila výsledky střelby mnoha závodníků. S těžkými podmínkami se nejlépe vyrovnal Nor Johannes Thingnes Bø, který obě první položky zastřílel bezchybně a odjížděl s více než minutovým náskokem. Po třetí střelbě se za něj zařadil jeho bratr Tarjei Bø, který minul jeden terč. Před toho se po chvíli posunul Němec Johannes Kühn, který do té doby nechyboval. Johannes Bø neudělal žádnou střeleckou chybu ani při dalších dvou střelbách a s velkým náskokem v tomto závodě zvítězil. Kühn při poslední střelbě dvakrát chyboval, přesto přijel do cíle třetí, osm vteřin za Tarjeim Bø a tři před Johannesem Dale-Skjevdalem. Překvapením závodu se stal 24letý Němec Danilo Riethmüller, který střílel s jednou chybou a do cíle dojel sedmý. Byl to přitom jeho první start ve světovém poháru v kariéře – předtím závodil pouze v IBU Cupu, kde v probíhajícím ročníku jednou zvítězil a třikrát obsadil třetí místo.

Českým reprezentantům nedařilo v závodě nedařilo. Nejlépe se umístil Tomáš Mikyska se čtyřmi střeleckými chybami na 47. místě. O jeden terč méně minul Vítězslav Hornig, který skončil 64. Další pak byli 72. Adam Václavík (7 chyb), 82. Mikuláš Karlík (6 chyb) a 85. Jakub Štvrtecký (8 chyb).
Oproti předcházejícímu mužskému závodu bylo během závodu žen jasno, ale měnící se vítr s občasnými nárazy působil problémy. Po měsíční přestávce způsobené nachlazením se do závodů vrátila Italka Dorothea Wiererová. První tři střelecké položky zvládla čistě a udržovala se průběžně v čele. Těsně se pak před ní dostala stejně dobře střílející Ukrajinka Anastasija Merkušinová. Obě pak při poslední střelbě udělaly po jedné chybě a skončily na 13. a 14. místě. Merkušinovou pak předstihla zcela bezchybně a rychle střílející Švýcarka Lena Häckiová-Großová, která přijela do cíle průběžně s náskokem téměř dvou minut. Na poslední střelbu pak přijížděla jako první Němka Janina Hettichová-Walzová, ale nezasáhla zde dva terče a dojela až sedmá. Francouzka Julia Simonová pak byla také po prvních třech položkách rychlejší než Häckiová, ale po celkově dvou nesestřelených terčích skončila druhá, dvacet vteřin za Švýcarkou. Třetí skončila další Francouzka Lou Jeanmonnotová. Pro Lena Häckiovou-Großovou znamenal tento výsledek první vítězství v závodech světového poháru v kariéře.

Z českých reprezentantek se dařilo Jessice Jislové, která obsadila 11. místo: zasáhla všech dvacet terčů, ale dosáhla jen průměrného běžeckého času. Markéta Davidová naopak běžela rychle, ale na střelnici udělala celkem pět chyb, což jí stačila na 27. místo. O čtyři pozice za ní skončila Tereza Voborníková s třemi střeleckými omyly. Nejhůře z Češek střílela Lucie Charvátová: šest nezasažených terčů a 48. konečné místo.

### Smíšený závod dvojic
Závod se jel opět za jasného počasí, tentokrát s jen slabým větrem. Z vedoucí skupiny štafet se po třetí střelbě oddělilo Německo, za které nastoupil Justus Strelow. Svůj náskok pak především zásluhou čisté střelby Vanessy Voigtové navyšovalo. Na poslední střelbu přijíždělo s náskokem před Francií, Rakouskem a Norskem. Strelow zde udělal svoji první střeleckou chybu (Voigtová střílela celý závod bezchybně) a odjížděl do posledního kola s náskokem přes půl minuty. Z pronásledujícího tria střílel nejrychleji Rakušan Simon Eder, ale Vetle Sjåstad Christiansen jej na trati brzy předjel, a norská štafeta tak obsadila druhé místo před Rakouskem.

V českém týmu nastoupila místo nemocné Jessicy Jislové Lucie Charvátová. Při každé střelbě vstoje musela na trestné kolo a česká štafeta tak klesla až na 16. pozici. Vítězslav Hornig udělal na svých úsecích celkem jen jednu střeleckou chybu, ale jel pomaleji. Do cíle dojel na 11. místě, půl minuty za Moldavskem.

### Smíšená štafeta
Na prvním úsek se zásluhou Lou Jeanmonnotové držela v čele s malým náskokem Francie. Tu na druhém úseku vystřídala Itálie, za kterou jela Lisa Vittozziová. Tarjei Bø pak přes horší střelbu dojel a před poslední předávkou předjel Itala Didiera Bionaze. Jeho bratr Johannes pak už jen udržoval mírný náskok před Tommaso Giacomelem. Třetí dojeli Švédové, kteří o tuto pozici dlouho bojovali se Švýcarskem.

Tereza Voborníková udělala na svém úseku dvě střelecké chyby a předávala jako osmá. Markéta Davidová pak střílela stejně, ale dokázala jet rychleji a polepšila české štafetě o tři místa. Jonáš Mareček střílel vstoje bezchybně a na chvíli posunul českou štafetu na třetí místo. Vstoje však nesestřelil poslední terče a musel na trestné kolo. Klesl na páté místo, ale v posledním kole předjel švýcarskou štafetu a předával čtvrtý. Tomáš Mikyska musel při střelbě vleže využít všechny náhradní náboje a klesl na šesté místo. Zpočátku jel sice těsně za Francií, ale Quentin Fillon Maillet běžel rychleji, a tak přes čistou střelbu vstoje už Mareček pozici české štafety nevylepšil.

### Závody s hromadným startem
V závodě mužů, do kterého se neprobojoval žádný z českých reprezentantů, upadl v prvním kole favorizovaný Nor Johannes Thingnes Bø. Čelo závodu sice dojel, ale na střelnici minul dva terče a propadl se na 28. místo. Na třetí střelbu pak přijížděla spolu sedmičlenná skupina, z nichž zastříleli čistě Norové Vetle Sjåstad Christiansen a Vebjørn Sørum a Francouz Quentin Fillon Maillet. V tomto pořadí také přijížděli na poslední střelbu. Zde střílel čistě a rychle Christiansen, který odjížděl do posledního kola s desetivteřinovým náskokem před Francouzem. Dalších dvacet vteřin za ním byl Sørum, kterého však brzy dojel a předjel další Nor Johannes Dale-Skjevdal. V polovině kola začal Francouz zpomalovat (podle komentátorů České televize měl špatně připravené lyže) a Dale-Skjevdal jej předjel. Totéž se pak podařilo i Sørumovi a Norové tak opět v pořadí Christiansen, Dale-Skjevdal a Sørum obsadili všechny stupně vítězů. Johannes Bø jel jako obvykle nejrychleji ze všech závodníků, ale po třetí i čtvrté střelbě musel opět na trestná kola a dojel na pátém místě.
V závodě žen jela po první střelbě v čele s malým náskokem Francouzka Julia Simonová. Při třetí střelbě však minula jeden terč a o čtyři vteřiny se před ni dostala její krajanka, bezchybně střílející Lou Jeanmonnotová. Tu však Simonová brzy dojela, a když při poslední střelbě střílela rychleji, odjížděla do posledního kola s náskokem přes osm vteřin, se kterým také dojela do cíle. Z pěti pronásledovatelek, které na poslední střelbu přijížděly za oběma Francouzkami, střílela bezchybně jen vítězka vytrvalostního závodu Švýcarka Lena Häckiová-Großová. Do posledního kola odjížděla pět vteřin za Jeanmonnotovou, ale zrychlit už nedokázala a v cíli byla třetí.

Českým reprezentantkám se poslední závod před mistrovstvím světa nepodařil. Nejlépe – jen s jednou chybou – střílela Jessica Jislová, ale běžela nejpomaleji ze všech závodnic a dojela na 24. místě. Markéta Davidová jela rychleji, ale nezasáhla šest terčů a dojela o dvě pozice před Jislovou. Na posledním, třicátém místě skončila Tereza Voborníková, která se běžecky nedařilo a s devíti střeleckými chybami byla nejhorší střelkyní závodu. „Dnes to bylo hrozné,“ vyjádřil se po závodě trenér žen Egil Gjelland

## Umístění na stupních vítězů

### Muži
| Disciplína                          | První místo                | Výkon             | Druhé místo            | Výkon             | Třetí místo   | Výkon             |
| Zkrácený vytrvalostní závod (15 km) | Johannes Thingnes Bø       | 37:28,0 (0+0+0+0) | Johannes Dale-Skjevdal | 39:04,1 (0+1+0+1) | Johannes Kühn | 39:12,1 (0+0+0+2) |
| Závod s hromadným startem (15 km)   | Vetle Sjåstad Christiansen | 35:51,4 (0+1+0+0) | Johannes Dale-Skjevdal | 36:02,1 (0+0+1+1) | Vebjørn Sørum | 36:05,4 (0+0+0+1) |

### Ženy
| Disciplína                            | První místo           | Výkon             | Druhé místo       | Výkon             | Třetí místo           | Výkon             |
| Zkrácený vytrvalostní závod (12,5 km) | Lena Häckiová-Großová | 36:49,0 (0+0+0+0) | Julia Simonová    | 37:09,2 (0+1+0+1) | Lou Jeanmonnotová     | 37:20,4 (0+0+1+0) |
| Závod s hromadným startem (12,5 km)   | Julia Simonová        | 34:42,5 (0+0+1+0) | Lou Jeanmonnotová | 34:51,4 (0+0+1+0) | Lena Häckiová-Großová | 35:03,2 (0+0+0+0) |

### Smíšené štafety
| Disciplína                        | 1. místo                                                                             | Výkon                                                     | 2. místo                                                                 | Výkon                                                     | 3. místo                                                                | Výkon                                                     |
| Smíšený závod dvojic (6 + 7,5 km) | NěmeckoVanessa Voigtová Justus Strelow                                               | 38:58,0 (0+0) (0+0) (0+0) (0+1)                           | NorskoIngrid Landmark Tandrevoldová Vetle Sjåstad Christiansen           | 39:09,2 (0+2) (0+3) (0+2) (0+1)                           | RakouskoLisa Theresa Hauserová Simon Eder                               | 39:26,3 (0+2) (0+1) (0+0) (0+1)                           |
| Smíšená štafeta (4×6 km)          | NorskoJuni Arnekleivová Karoline Offigstad Knottenová Tarjei Bø Johannes Thingnes Bø | 1:04:36,3 (0+2) (0+1) (0+1) (0+0) (0+2) (0+1) (0+1) (0+0) | ItálieDorothea Wiererová Lisa Vittozziová Didier Bionaz Tommaso Giacomel | 1:04:58,6 (0+0) (0+0) (0+0) (0+1) (0+1) (0+1) (0+0) (0+2) | ŠvédskoAnna Magnussonová Elvira Öbergová Jesper Nelin Martin Ponsiluoma | 1:05:44,1 (0+0) (0+0) (0+1) (0+3) (0+0) (0+3) (0+0) (0+2) |

## Pořadí zemí
| Pořadí | Země      | 1. místo | 2. místo | 3. místo | Celkově |
| ------ | --------- | -------- | -------- | -------- | ------- |
| 1.     | Norsko    | 3        | 3        | 1        | 10      |
| 2.     | Francie   | 1        | 2        | 1        | 4       |
| 3.     | Německo   | 1        | 0        | 1        | 2       |
| 3.     | Švýcarsko | 1        | 0        | 1        | 2       |
| 5.     | Itálie    | 0        | 1        | 0        | 1       |
| 6.     | Švédsko   | 0        | 0        | 1        | 1       |
| 6.     | Rakousko  | 0        | 0        | 1        | 1       |
|        | Celkem    | 6        | 6        | 6        | 18      |